# 吸殻の風景
「吸殼の風景」（すいがらのふうけい）は、日本のシンガーソングライター・さだまさしが1977年7月10日にリリースしたサード・シングルである。

## 解説
- 本シングルは次作アルバム『風見鶏』の先行シングルとしてリリースされた。
- リリースされた1977年7月10日時点では依然「雨やどり」が大ヒット中であり[1]、B面曲が「雨やどり」のアンサー・ソングでもあったことから比較的ヒットし、8月1日付のオリコンでは12位「雨やどり」、13位「吸殼の風景」というコンビ・チャートにも至っている。
- それまでさだがリリースしてきたシングル曲はミディアム・テンポのものが多かったが、本シングルにおいて初めてアップ・テンポの楽曲のをリリースした。

### 吸殼の風景
別れた恋人同士が再会し、互いの非をかばう心情をうたった歌。なお正式なクレジット名の殻の字は「殻」ではなく旧字体の「殼」であるが、シングルジャケットとアルバム｢風見鶏｣では｢殻｣となっている。
のちに『続帰郷』でセルフカバー。アレンジが変更され、ミディアムテンポとなっている。

### もうひとつの雨やどり
大ヒット曲「雨やどり」の替え歌であり、アンサー・ソングにあたる。さだは、「雨やどりがお笑いに染まって本質が見えなくなっていく現状に、蛇足ながらも答えを出してしまった」と曲紹介で述べている。後にさだの実妹でこの楽曲（および「雨やどり」）の主人公のモデルでもある佐田玲子がカヴァーした。また、『週刊少女コミック』誌で高橋亮子が漫画化した。

## 収録曲

### SIDE 1
「吸殼の風景」（作詩・作曲：さだまさし、編曲：渡辺俊幸）

### SIDE 2
「もうひとつの雨やどり」（作詩・作曲：さだまさし、編曲：Jimmie Haskel）